# Thanh Le
Thanh James Le (ur. 28 sierpnia 1985 w Owensboro) – amerykański zawodnik mieszanych sztuk walki (MMA) walczący w wadze koguciej oraz wadze piórkowej. Od 2019 roku zawodnikiem singapurskiej federacji One Championship, gdzie w latach 2020-2022 był mistrzem wagi piórkowej.

## Życiorys
Le urodził się 28 sierpnia 1985 roku w Owensboro, w stanie Kentucky, w Stanach Zjednoczonych. Jego ojciec wyemigrował z Wietnamu i poznał matkę w Kentucky, zanim rodzina przeniosła się do Nowego Orleanu w Luizjanie, gdy miał 5 lat.

## Osiągnięcia

### Mieszane sztuki walki
- 2018: Tymczasowy mistrz LFA w wadze piórkowej[4]
- 2020-2022: Mistrz One Championship w wadze piórkowej[5]
- 2023-2024: Tymczasowy mistrz One Championship w wadze piórkowej[6]

## Lista zawodowych walk w MMA
| Wynik     | Bilans | Przeciwnik (bilans przed walką) | Rozstrzygnięcie                                              | Runda | Czas | Rozgrywki                                  | Data       | Miejsce      | Uwagi                                                                                           |
| --------- | ------ | ------------------------------- | ------------------------------------------------------------ | ----- | ---- | ------------------------------------------ | ---------- | ------------ | ----------------------------------------------------------------------------------------------- |
| Przegrana | 14-4   | Tang Kai (18-2)                 | TKO (ciosy pięściami)                                        | 3     | 4:48 | ONE 166                                    | 01.03.2024 | Lusajl       | Pojedynek o unifikacje pasa mistrzowskiego One Championship w wadze piórkowej.                  |
| Wygrana   | 14-3   | Ilya Freymanov (12-2)           | Poddanie (dźwignia skrętowa na staw skokowy)                 | 1     | 1:02 | ONE Fight Night 15                         | 07.10.2023 | Bangkok      | Zdobył tymczasowy pas mistrzowski One Championship w wadze piórkowej. Bonus za występ wieczoru. |
| Przegrana | 13-3   | Tang Kai (17-2)                 | Decyzja (jednogłośna)                                        | 5     | 5:00 | ONE 160                                    | 26.08.2022 | Kallang      | Stracił pas mistrzowski One Championship w wadze piórkowej.                                     |
| Wygrana   | 13-2   | Garry Tonon (6-0)               | KO (ciosy pięściami)                                         | 1     | 0:56 | ONE: Lights Out                            | 11.03.2022 | Kallang      | Obronił pas mistrzowski One Championship w kategorii piórkowej. Bonus za występ wieczoru.       |
| Wygrana   | 12-2   | Martin Nguyen (13-3)            | KO (hak)                                                     | 3     | 2:19 | ONE Championship: Inside the Matrix        | 30.10.2020 | Kallang      | Zdobył pas mistrzowski One Championship w kategorii piórkowej.                                  |
| Wygrana   | 11-2   | Ryogo Takahashi (13-3)          | KO (ciosy pięściami)                                         | 1     | 2:51 | ONE: A New Tomorrow                        | 10.10.2020 | Bangkok      |                                                                                                 |
| Wygrana   | 10-2   | Kotetsu Boku (26-13-2)          | KO (ciosy pięściami)                                         | 1     | 1:28 | ONE: Dreams of Gold                        | 16.08.2019 | Bangkok      |                                                                                                 |
| Wygrana   | 9-2    | Yusup Saadulaev (17-4-1)        | KO (kolano)                                                  | 2     | 0:12 | ONE: For Honor                             | 03.05.2019 | Dżakarta     | Debiut w One Championship. Powrót do kategorii lekkiej.                                         |
| Przegrana | 8-2    | Kevin Aguilar (13-1)            | KO (ciosy pięściami)                                         | 1     | 2:44 | LFA 40: Aguilar vs. Le                     | 25.05.2018 | Dallas       | Pojedynek o pas mistrzowski LFA w wadze piórkowej.                                              |
| Wygrana   | 8-1    | Bobby Moffett (10-2)            | TKO (ciosy pięściami)                                        | 2     | 0:55 | LFA 31: Moffett vs. Le                     | 19.01.2018 | Phoenix      | Zdobył tymczasowy pas mistrzowski LFA w wadze piórkowej.                                        |
| Wygrana   | 7-1    | Lazar Stojadinovic (12-5)       | KO (wysokie kopnięcie na głowę i ciosy pięściami w parterze) | 2     | 1:35 | Dana White’s Contender Series 2017: Week 2 | 18.07.2017 | Las Vegas    | Pojedynek o kontrakt z UFC.                                                                     |
| Wygrana   | 6-1    | Alex Black (11-4)               | TKO (kopnięcie na korpus i ciosy pięściami w parterze)       | 1     | 1:43 | LFA 3: Spann vs. Giles                     | 10.02.2017 | Lake Charles | Debiut w kategorii piórkowej.                                                                   |
| Wygrana   | 5-1    | Cody James (3-2)                | TKO (ciosy pięściami)                                        | 1     | 0:40 | Mid City Fight Productions 1               | 24.06.2016 | Avondale     |                                                                                                 |
| Wygrana   | 4-1    | Josh Quayhagen (7-2)            | TKO (ciosy pięściami)                                        | 1     | 2:49 | World Fighting Championships 31            | 22.11.2014 | Baton Rouge  |                                                                                                 |
| Wygrana   | 3-1    | Shawn Fitzsimmons (7-9)         | TKO (łokcie)                                                 | 1     | 0:27 | World Fighting Championships 27            | 12.09.2014 | Baton Rouge  |                                                                                                 |
| Wygrana   | 2-1    | Matt Vaughn (3-3)               | Poddanie                                                     | 1     | 4:36 | Renaissance MMA 30                         | 06.06.2014 | Nowy Orlean  |                                                                                                 |
| Wygrana   | 1-1    | Justin Martin (5-0)             | TKO (ciosy pięściami)                                        | 1     | 2:44 | XFC: Le vs. Martin                         | 05.04.2014 | Ponchatoula  |                                                                                                 |
| Przegrana | 0-1    | Robert Dunn (0-0)               | Poddanie (duszenie zza pleców)                               | 1     | 4:58 | Renaissance MMA 29                         | 08.11.2013 | Nowy Orlean  | Debiut w zawodowym MMA. Debiut w kategorii lekkiej.                                             |